# Kalmah
A Kalmah finn metalegyüttes Ouluból. A zenekar elődjének az 1991-ben alakult Ancestor nevű együttes számít. 1998-ban változtatták a nevüket Kalmahra. A név jelentése: „a sírba” vagy „a halálba”. Melodikus death metalt, power metalt és thrash metalt játszanak. Lemezeiket a Spinefarm Records, Century Media Records kiadók dobják piacra.

## Jelenlegi tagok
- Pekka Kokko – gitár, éneklés (1998–)
- Antti Kokko – gitár (1998–)
- Timo Lehtinen – basszusgitár (2001–)
- Janne Kusmin – dobok (2001–)
- Veli-Matti Kananen – billentyűs hangszerek (2012–)

## Diszkográfia
- Swamplord (2000)
- They Will Return (2002)
- Swampsong (2003)
- The Black Waltz (2006)
- For the Revolution (2008)
- 12 Gauge (2010)
- Seventh Swamphony (2013)
- Palo (2018)